# Tunesische Fußballnationalmannschaft/Weltmeisterschaften
Der Artikel beinhaltet eine ausführliche Darstellung der tunesischen Fußballnationalmannschaft bei Fußball-Weltmeisterschaften. Tunesien nahm 2022 zum sechsten Mal an einer Weltmeisterschaftsendrunde teil und überstand wie zuvor nicht die Vorrunde. In der ewigen Tabelle der WM-Endrundenteilnehmer belegt Tunesien nun den 44. Platz.
| Jahr | Gastgeberland  | Teilnahme bis …    | Letzte(r) Gegner                 | Ergebnis | Trainer                        | Bemerkungen und Besonderheiten |
| ---- | -------------- | ------------------ | -------------------------------- | -------- | ------------------------------ | --- |
| 1930 | Uruguay        | nicht teilgenommen |                                  |          |                                | Kein selbständiger Staat |
| 1934 | Italien        | nicht teilgenommen |                                  |          |                                | Kein selbständiger Staat |
| 1938 | Frankreich     | nicht teilgenommen |                                  |          |                                | Kein selbständiger Staat |
| 1950 | Brasilien      | nicht teilgenommen |                                  |          |                                | Kein selbständiger Staat |
| 1954 | Schweiz        | nicht teilgenommen |                                  |          |                                | Kein selbständiger Staat |
| 1958 | Schweden       | nicht teilgenommen |                                  |          |                                | Kein FIFA-Mitglied |
| 1962 | Chile          | nicht qualifiziert |                                  |          |                                | In der Qualifikation in der Vorrunde im Entscheidungsspiel nach Losentscheid an Marokko gescheitert, das sich aber ebenfalls nicht qualifizieren konnte. |
| 1966 | England        | zurückgezogen      |                                  |          |                                | Alle 15 afrikanischen Mannschaften zogen sich aus der Qualifikation zurück, da die FIFA den Mannschaften aus Afrika, Asien und Ozeanien nur einen Endrundenplatz zugestand. |
| 1970 | Mexiko         | nicht qualifiziert |                                  |          |                                | In der Qualifikation in der 2. Runde wieder im Entscheidungsspiel nach Losentscheid an Marokko gescheitert. |
| 1974 | Deutschland    | nicht qualifiziert |                                  |          |                                | In der Qualifikation in der 2. Runde an der Elfenbeinküste gescheitert, die sich aber ebenfalls nicht qualifizieren konnte. |
| 1978 | Argentinien    | Vorrunde           | Mexiko, Polen, Deutschland       | 13.      | Abdelmajid Chetali             | Nach einem Sieg gegen Mexiko, einer Niederlage gegen Polen und einem Remis gegen Titelverteidiger Deutschland als Gruppendritter ausgeschieden. |
| 1982 | Spanien        | nicht qualifiziert |                                  |          |                                | In der Qualifikation in der 1. Runde nach Elfmeterschießen an Nigeria gescheitert, das sich aber ebenfalls nicht qualifizieren konnte. |
| 1986 | Mexiko         | nicht qualifiziert |                                  |          |                                | In der Qualifikation im Finale der Staffel A an Algerien gescheitert. |
| 1990 | Italien        | nicht qualifiziert |                                  |          |                                | In der Qualifikation in der 3. und letzten Runde an Kamerun gescheitert. |
| 1994 | USA            | nicht qualifiziert |                                  |          |                                | In der Qualifikation in der 1. Runde wieder an Marokko gescheitert. |
| 1998 | Frankreich     | Vorrunde           | England, Kolumbien, Rumänien     | 26.      | Henryk Kasperczak              | Nach zwei Niederlagen und einem Remis gegen Gruppensieger Rumänien als Gruppenletzter ausgeschieden. |
| 2002 | Südkorea/Japan | Vorrunde           | Russland, Belgien, Japan         | 29.      | Khemais Labidi / Ammar Souayah | Nach zwei Niederlagen und einem Remis gegen Belgien als Gruppenletzter ausgeschieden. |
| 2006 | Deutschland    | Vorrunde           | Saudi-Arabien, Spanien, Ukraine  | 24.      | Roger Lemerre                  | Nach einem Remis (gegen Saudi-Arabien) und zwei Niederlagen als Gruppendritter ausgeschieden. |
| 2010 | Südafrika      | nicht qualifiziert |                                  |          |                                | In der Qualifikation in der 3. Runde wieder an Nigeria gescheitert. |
| 2014 | Brasilien      | nicht qualifiziert |                                  |          |                                | In der Qualifikation in der letzten Runde an Kamerun gescheitert. |
| 2018 | Russland       | Vorrunde           | England, Belgien, Panama         | 24.      | Nabil Maaloul                  | Nach Niederlagen in den ersten beiden Spielen hatte die Mannschaft schon vor dem letzten Spiel gegen Panama keine Chance mehr das Achtelfinale zu erreichen |
| 2022 | Katar          | Vorrunde           | Dänemark, Australien, Frankreich | 21.      | Jalel Kadri                    | In der Qualifikation setzte sich Tunesien in der zweiten Runde gegen Äquatorialguinea, Mauretanien und Sambia durch und setzte sich in der dritten Runde gegen Mali durch. Bei der Endrunde waren Titelverteidiger Frankreich (1:0), Dänemark (0:0) und Australien (0:1) die Gruppenphasengegner; die Mannschaft schied als Gruppendritter in der Vorrunde aus. |

Statistik (Angaben inkl. 2022: 22 Weltmeisterschaften; Prozentangaben sind gerundet)

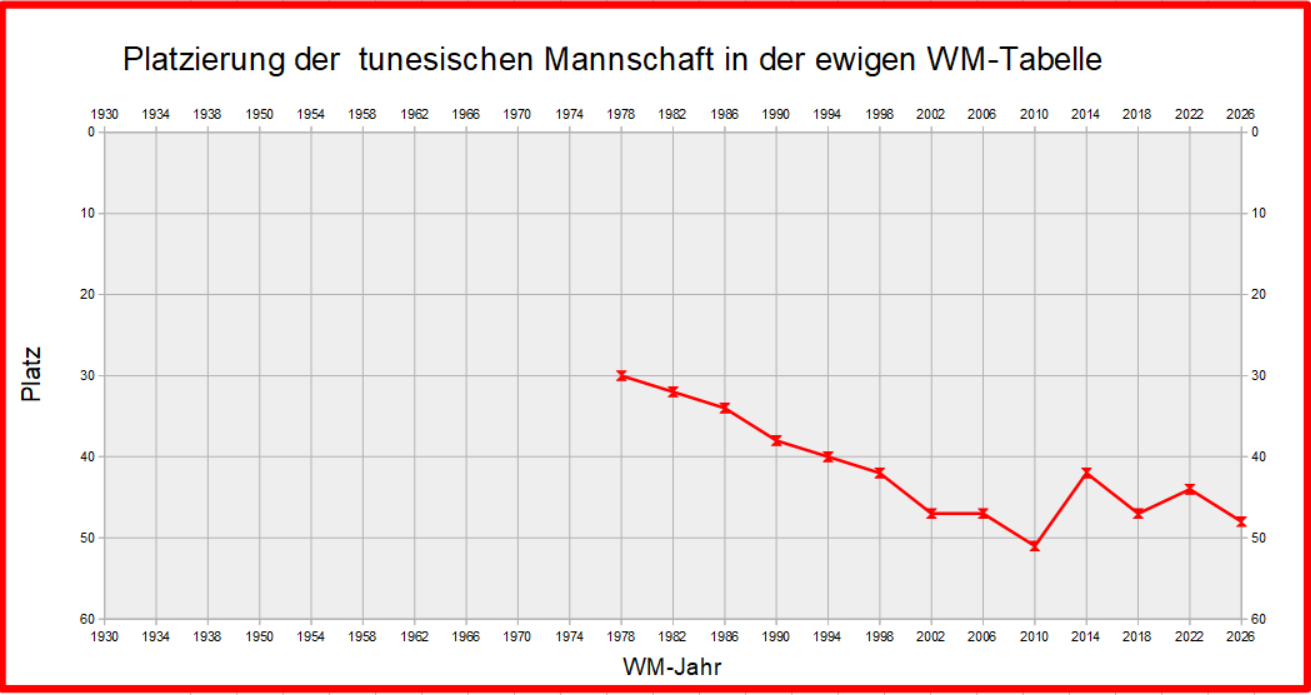
Platzierung der tunesischen Mannschaft in der ewigen WM-Tabelle

- Nicht teilgenommen (kein selbstständiger Staat oder nicht anerkannt): 6× (27 %; 1930 bis 1958)
- Zurückgezogen:  1× (5 %; 1966)
- Nicht qualifiziert: 9× (41 %; 1962, 1970, 1974, 1982, 1986, 1990, 1994, 2010 und 2014)
- Sportliche Qualifikation: 6× (27 % bzw. bei 40 % der Versuche)
  - Vorrunde: 6× (27 %; 1978, 1998, 2002, 2006, 2018 und 2022)

## WM-Turniere

### 1930 bis 1954 und 1958
Als französische Kolonie konnte Tunesien bei den ersten fünf Turnieren nicht teilnehmen. Die Fédération Tunisienne de Football wurde 1956 nach der Unabhängigkeit gegründet, aber erst 1960 in die FIFA aufgenommen. Daher konnte Tunesien auch 1958 noch nicht teilnehmen.

### 1962 in Chile
An der Qualifikation zur WM in Chile durfte Tunesien erstmals teilnehmen und am 30. Oktober 1960 fand in Casablanca das erste WM-Qualifikationsspiel der Tunesier und Marokkaner statt und Tunesien verlor gegen Marokko mit 1:2. Da das Rückspiel in Tunis 14 Tage später mit 2:1 gewonnen wurde, musste ein drittes Spiel stattfinden. Da dieses in Palermo 1:1 nach Verlängerung endete, kam es zum Losentscheid, durch den Marokko in die nächste Runde einzog und Tunesien ausschied. Marokko erreichte dann im weiteren Verlauf als Sieger der Afrika-Zone das Playoffspiel gegen Spanien und verlor beide Spiele (0:1 und 2:3), so dass kein afrikanischer Vertreter an der WM teilnehmen konnte.

### 1966 in England
Für die WM im „Mutterland des Fußballs“ sollte Tunesien in der Qualifikations-Vorrunde gegen Algerien und Liberia antreten. Da aber den Mannschaften aus Afrika, Asien und Ozeanien nur ein Platz bei der Endrunde zugestanden wurde, zogen alle 15 afrikanischen Mannschaften zurück. Aus der Asiengruppe zog sich Südkorea zurück, so dass allein Nordkorea und Australien den WM-Startplatz unter sich ausspielten, den Nordkorea schließlich errang.

### 1970 in Mexiko
Für die erste WM in Mittelamerika musste Tunesien in der ersten Runde gegen Algerien antreten. Das erste WM-Qualifikationsspiel am 17. November 1968 in Algier wurde mit 2:1 gewonnen, so dass Tunesien ein 0:0 im Rückspiel in Tunis reichte, um die zweite Runde zu erreichen. In dieser scheiterte Tunesien dann wieder durch Losentscheid nach Entscheidungsspiel an Marokko, das damit die nächste Runde erreichte und sich dort als erste afrikanische Mannschaft nach dem Zweiten Weltkrieg für eine WM-Endrunde qualifizieren konnte. Zuvor waren beide Heimspiele torlos geblieben und das Entscheidungsspiel in Marseille endete 2:2 nach Verlängerung.

### 1974 in Deutschland
In der Qualifikation für die erste WM in Deutschland traf Tunesien in der ersten Runde auf die von Dettmar Cramer trainierten Ägypter. Nach einem 1:2 in Kairo wurde in Tunis mit 2:0 gewonnen, womit die zweite Runde gegen die Elfenbeinküste erreicht wurde, die erstmals an der Qualifikation teilnahm. In dieser langte es im Heimspiel nur zu einem 1:1, wogegen das Rückspiel mit 1:2 verloren wurde. Die Elfenbeinküste scheiterte dann in der dritten Runde an Marokko, das seinerseits in der vierten Runde die Qualifikation verpasste.

### 1978 in Argentinien
Vier Jahre später glückte dann erstmals die Qualifikation. In der Qualifikation zur WM in Argentinien musste Tunesien wieder einmal in der ersten Runde gegen Marokko antreten. Da beide Spiele 1:1 endeten, musste das inzwischen eingeführte Elfmeterschießen entscheiden, das Tunesien mit 4:2 für sich entschied. In der zweiten Runde war der Nachbar Algerien der Gegner und nach einem 2:0 im Heimspiel reichte ein 1:1 in Algerien, um die dritte Runde zu erreichen. Hier traf die Mannschaft auf Guinea und verlor in Conakry mit 0:1. Durch ein 3:1 im Rückspiel gelang aber der Sprung in die vierte Runde. Dort setzten sich die Tunesier gegen Ägypten und Nigeria durch und konnten zur WM nach Argentinien fahren.
In Argentinien trafen die Tunesier in ihrem ersten WM-Spiel auf Mexiko. Nachdem sie 44 Minuten lang ein 0:0 gehalten hatten, gerieten sie kurz vor der Halbzeitpause durch einen Handelfmeter in Rückstand. Nach der Pause konnten sie aber das Spiel drehen und als erste afrikanische Mannschaft ein WM-Spiel gewinnen, wobei Ali Kaabi in der 55. Minute das erste WM-Tor für Tunesien erzielte. Im zweiten Spiel gegen den vorherigen WM-Dritten Polen verloren sie durch ein Tor des vorherigen WM-Torschützenkönigs Grzegorz Lato mit 0:1. Im letzten Gruppenspiel gegen Titelverteidiger Deutschland hätte Tunesien einen Sieg gebraucht, um die zweite Finalrunde zu erreichen, während den Deutschen ein Remis genügte, da sie gegen Mexiko mit 6:0 gewonnen hatten und sich torlos von Polen getrennt hatten. Mit einem erneuten torlosen Remis erreichten die Deutschen dann auch die zweite Runde, zwar nur als Gruppenzweiter, aber dafür gingen sie wie 1974 Argentinien und Brasilien aus dem Weg. Tunesien verabschiedete sich dagegen für 20 Jahre von der WM-Bühne.

### 1982 in Spanien
Für die WM in Spanien wurde die Anzahl der Startplätze erhöht und den Afrikanern ein weiterer zugestanden. In der Qualifikation mussten die Tunesier in der ersten Runde gegen Nigeria antreten. Nachdem beide ihre Heimspiele gewonnen hatten, musste das Elfmeterschießen entscheiden. Dieses ging mit 4:3 zu Gunsten der Nigerianer aus. Damit war für Tunesien bereits nach zwei Spielen die Qualifikation beendet. Nigeria scheiterte dann in der letzten Runde an Algerien, das sich damit erstmals für die WM qualifizierte und dort Deutschland überraschend besiegte, aber nach dem Nichtangriffspakt von Gijón ausschied.

### 1986 in Mexiko
In der Qualifikation zur zweiten WM in Mexiko mussten die Tunesier in der ersten Runde gegen Benin antreten und setzten sich mit 2:0 und 4:0 durch. In der zweiten Runde gegen Guinea wurde zwar in Guinea mit 0:1 verloren, durch ein 2:0 im Heimspiel aber die dritte Runde erreicht. Hier war wieder einmal Nigeria der Gegner. Nach einem 0:1 im Auswärtsspiel reichte wieder ein 2:0, um die letzte Runde zu erreichen, in der Algerien wartete. Durch zwei Niederlagen (1:4 und 0:3) wurde die Teilnahme an der WM verspielt. Beim WM-Turnier 1986 in Mexiko schied Algerien als Gruppenletzter in der Vorrunde aus.

### 1990 in Italien
Die Qualifikation zur zweiten WM in Italien verlief wieder nicht erfolgreich. Zwar setzte sich Tunesien in der ersten Runde mit 5:0 und 0:3 gegen Guinea durch und überstand auch die zweite Runde gegen Sambia, Zaire und Marokko, in der dritten und letzten Runde wurden aber beide Spiele gegen Kamerun verloren (0:2 und 0:1). Kamerun drang dann bei der WM-Endrunde als erste afrikanische Mannschaft bis ins Viertelfinale vor und besiegte im Eröffnungsspiel überraschend Titelverteidiger Argentinien.

### 1994 in den Vereinigten Staaten
Die Qualifikation zur WM in den USA, für die die Afrikaner einen weiteren Startplatz erhielten, verlief ebenfalls nicht erfolgreich. Tunesien scheiterte in einer Gruppe mit Marokko, Äthiopien und Benin. Verpasst wurde der Sprung in die zweite Runde durch ein 0:0 am letzten Spieltag in Marokko, das sich in der zweiten Runde dann für die WM qualifizierte, dort aber ohne Punkt als Gruppenletzter in der Vorrunde ausschied.

### 1998 in Frankreich
Die Qualifikation zur zweiten WM in Frankreich verlief dann endlich besser. Den Afrikanern standen nun fünf Startplätze zu. Die erste Runde überstand Tunesien mit zwei Siegen (3:1 und 2:0) gegen Ruanda und setzte sich dann in der zweiten Runde gegen Ägypten, Liberia sowie Namibia durch. Dabei wurden nur in Ägypten die Punkte geteilt.
In Frankreich traf Tunesien im ersten Spiel auf England und verlor mit 0:2. Auch gegen Kolumbien wurde verloren (0:1), so dass bereits vor dem letzten Gruppenspiel gegen Rumänien das Aus feststand. Das 1:1 hatte daher nur noch statistischen Wert.

### 2002 in Japan und Südkorea
In der Qualifikation für die erste WM in Asien setzten sich die Tunesier in der ersten Runde mit 2:1 und 3:0 gegen Mauretanien durch. In der zweiten Runde waren dann die Elfenbeinküste, die Demokratische Republik Kongo, die Republik Kongo und Madagaskar die Gegner. Mit fünf Punkten Vorsprung vor der Elfenbeinküste setzte sich Tunesien durch und fuhr wieder zur WM.
In Japan verloren die Tunesier das erste Spiel gegen Russland mit 0:2. Gegen Belgien folgte ein 1:1, aber gegen Co-Gastgeber Japan wurde ebenfalls mit 0:2 verloren. Damit schied Tunesien als Gruppenletzter aus.

### 2006 in Deutschland

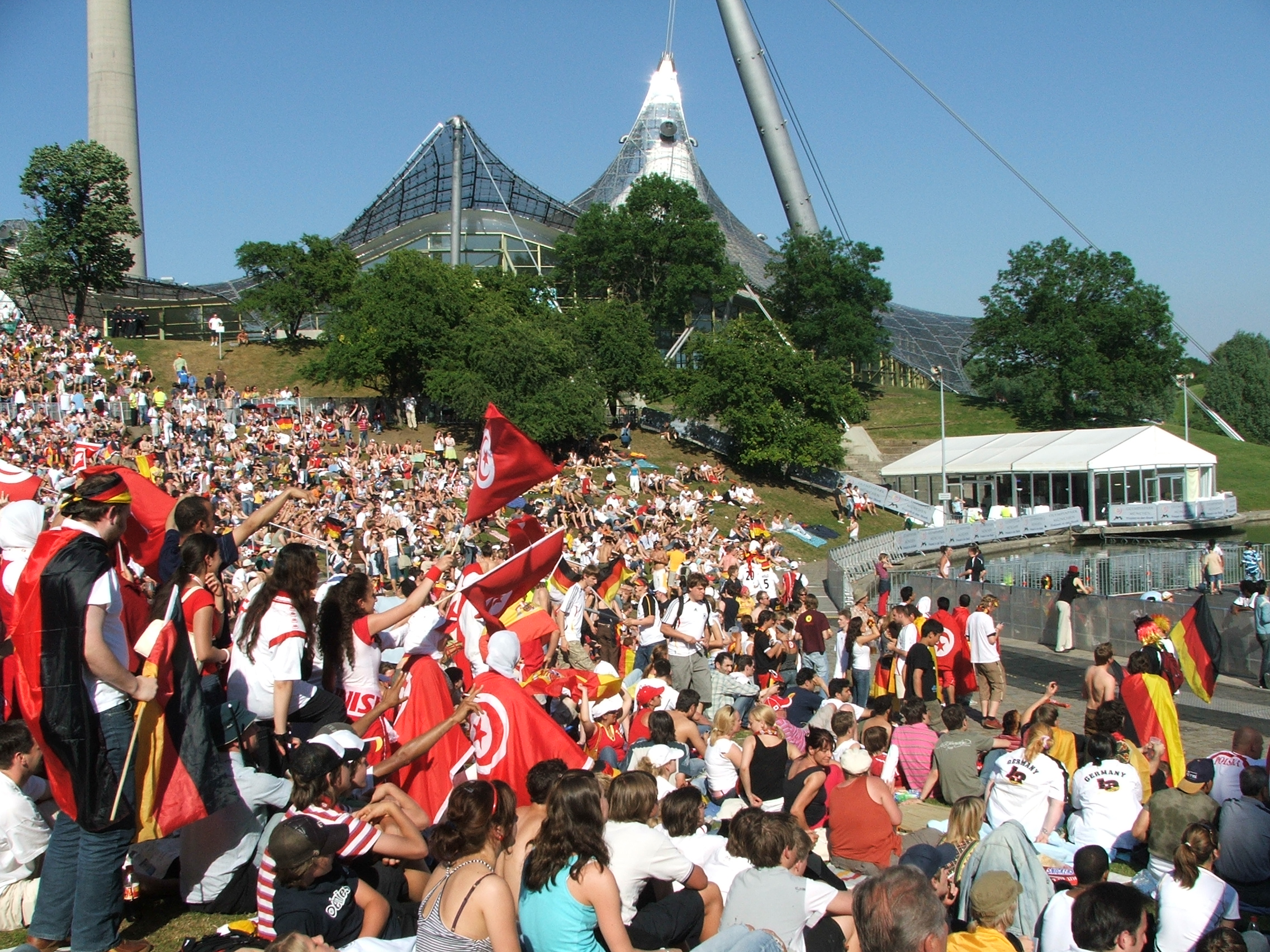
Tunesische Fans beim Public Viewing im Münchener Olympiastadion

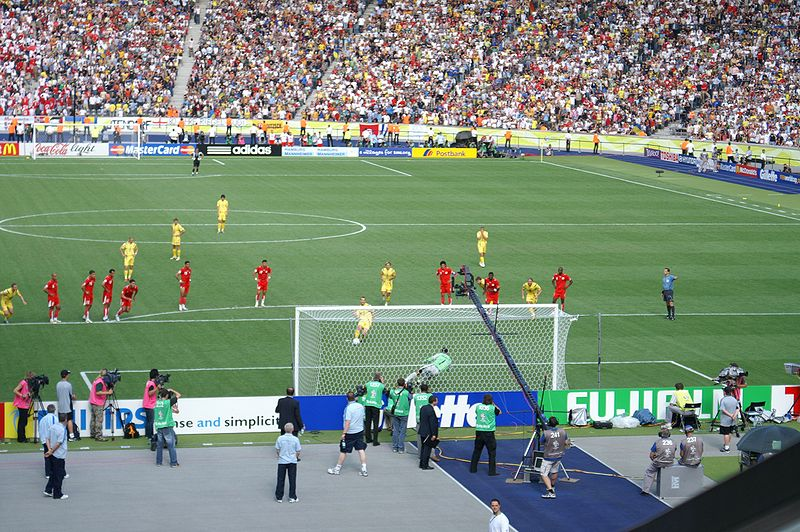
Andrij Schewtschenko (Ukraine) erzielt mit einem Strafstoß das 1:0 gegen Tunesien

Erneut konnte sich Tunesien für die WM qualifizieren, die zum zweiten Mal an Deutschland ausgetragen wurde. Nach einem Freilos in der ersten Runde musste die Mannschaft in der zweiten Runde gegen Marokko, Guinea, Kenia, Botswana und Malawi antreten. Perfekt gemacht wurde die Qualifikation durch ein 2:2 im letzten Spiel gegen Marokko, wodurch Tunesien einen Punkt mehr auf dem Konto hatte.
In Deutschland traf Tunesien im ersten Gruppenspiel auf Saudi-Arabien und erreichte ein 2:2. Gegen Spanien und WM-Neuling Ukraine wurde dann aber verloren (1:3 und 0:1), womit sich Tunesien als Gruppendritter für 12 Jahre von der WM-Bühne verabschiedete.

### 2010 in Südafrika
Die Qualifikation für die erste WM in Afrika wurde dann wieder verpasst. In der zweiten Runde waren Burkina Faso, Burundi und die Seychellen die Gegner. Burkina Faso als Gruppensieger und Tunesien als einer der acht besten Gruppenzweiten qualifizierten sich für die dritte Runde. In dieser waren Nigeria, Mosambik und Kenia die Gegner. Nach drei Siegen und zwei Remis lag Tunesien vor dem letzten Spieltag vor Nigeria, benötigte in Mosambik aber einen Sieg, um die WM zu erreichen. Da Tunesien dort aber mit 0:1 verlor, während Nigeria in Kenia mit 3:2 gewann, wurde die WM verpasst.

### 2014 in Brasilien
Die Qualifikation für die zweite WM in Brasilien wurde dann ebenfalls verpasst. In der Gruppenphase waren Kap Verde, Sierra Leone und Äquatorialguinea die Gegner. Mit vier Siegen und zwei Remis wurden die Entscheidungsspiele der Gruppensieger erreicht. Bereits nach dem vorletzten Spieltag hatte sich Tunesien durch drei Siege und zwei Unentschieden sportlich für die Play-offs der Gruppensieger qualifiziert. Doch dann wurden Kap Verde von der FIFA drei Punkte am grünen Tisch zugesprochen. Die 3:4-Niederlage gegen Äquatorialguinea wurde in einen 3:0-Sieg für Kap Verde umgewandelt. Dadurch hatte Kap Verde wieder die Möglichkeit durch ein Sieg über Tunesien am letzten Spieltag die Tunesier vom ersten Tabellenplatz zu verdrängen. Kap Verde gelang tatsächlich ein Sieg über Tunesien, doch der 2:0-Sieg von Kap Verde wurde von der FIFA aber in einen 3:0-Sieg für Tunesien umgewandelt, da Kap Verde mit Fernando Varela einen nicht spielberechtigten Spieler eingesetzt hatte. Gegner in den Entscheidungsspielen war Kamerun. Nach einem 0:0 im Heimspiel wurde das Rückspiel mit 1:4 verloren und damit die WM verpasst.

### 2018 in Russland
Tunesien begann die Qualifikation unter Henryk Kasperczak, der Tunesien bereits von 1994 bis 1998 betreut und zur Weltmeisterschaft 1998 in Frankreich geführt hatte, und musste erst in der zweiten Runde eingreifen, die im November 2015 ausgetragen wurde. Gegner war Mauretanien, Sieger in der ersten Runde gegen den Südsudan. Nach einem 2:1 in Mauretanien konnte das Rückspiel ebenfalls mit 2:1 gewonnen werden. Damit stand Tunesien in der dritten Runde, die zwischen Oktober 2016 und November 2017 ausgetragen wurde, und wo Guinea, die Demokratische Republik Kongo und Libyen die Gegner waren. Die ersten beiden Spiele wurden zwar gewonnen (2:0 gegen Guinea und 1:0 in Libyen), nachdem aber bei der Fußball-Afrikameisterschaft 2017 das Aus im Viertelfinale kam und im März zwei Freundschaftsspiele gegen Marokko und Afrikameister Kamerun mit 0:1 verloren wurden, wurde Kasperczak im April 2017 entlassen. Ihn beerbte der ehemalige Nationalspieler Nabil Maaloul. Es folgten ein 2:1-Heimsieg und ein Auswärtsremis gegen die Demokratische Republik Kongo (2:2 nach 0:2-Rückstand) sowie ein 4:1 in Guinea, wodurch ein torloses Remis im letzten Spiel gegen Libyen reichte, um mit einem Punkt Vorsprung als Gruppensieger die WM-Endrunde zu erreichen.
Beim Endrundenturnier in Russland verlor Tunesien ebenso wie Panama seine beiden Auftaktspiele gegen England und Belgien, wobei gegen England erst in der Nachspielzeit verloren wurde. Damit war Tunesien ebenso wie Panama nach zwei Gruppenspielen ausgeschieden. Im letzten Gruppenspiel gegen Panama gelang noch ein 2:1-Sieg, durch den eine Serie von 13 Spielen ohne Sieg endete und sich die Mannschaft in der ewigen Rangliste um fünf Plätze verbesserte.

### 2022 in Katar
In der Qualifikation musste die Mannschaft erst in der zweiten Runde eingreifen. Gegner waren Äquatorialguinea, das sich in der ersten Runde gegen den Südsudan durchsetzte, Mauretanien und Sambia. Die zweite Runde sollte eigentlich im März 2020 beginnen, wurde dann wegen der COVID-19-Pandemie mehrfach verschoben und begann dann erst im September 2021. Tunesien gewann die ersten drei Spiele ohne Gegentor, kassierte im vierten auch kein Gegentor – blieb dabei aber selber auch ohne Tor. Auch im fünften Spiel gelang kein Tor, diesmal aber dem Gegner Äquatorialguinea. Vor dem letzten Spiel waren beide punktgleich, Äquatorialguinea erreichte dann aber in Mauretanien nur ein 1:1, wogegen sich Tunesien mit einem 3:1-Sieg gegen Sambia den Gruppensieg sicherte. In der dritten und letzten Runde war Mali der Gegner, der einzige Teilnehmer der dritten Runde, der noch nie für eine WM-Endrunde qualifiziert war. Nach einem 1:0-Auswärtssieg reichte ein torloses Remis um die WM-Endrunde zu erreichen.
Bei der Endrunde waren Titelverteidiger Frankreich, Dänemark und Australien Gegner der tunesischen Nationalmannschaft. Gegen alle Mannschaften hatte Tunesien zuvor schon gespielt. Zudem spielten die Tunesier damit gegen drei Mannschaften, die schon bei der letzten WM in einer Gruppe spielten. Nach einem torlosen Remis gegen Dänemark und einer 0:1-Niederlage gegen Australien konnte Tunesien immerhin den amtierenden Titelverteidiger Frankreich mit 1:0 besiegen.

### 2026 in Kanada, Mexiko und den USA
Für die erste WM in drei Ländern wurde die Zahl der Teilnehmer auf 48 erhöht und den afrdie Zentralafrikanische Republikikanischen Mannschaften vier feste Plätze mehr zugestanden, so dass sich nun neun CAF-Mitglieder direkt qualifizieren können. Eine weitere afrikanische Mannschaft, die unter den Gruppenzweiten der ersten Runde ermittelt wird, nimmt am WM-Play-off-Turnier im März 2026 teil. Die Tunesier treffen in der ersten Runde zwischen November 2023 und Oktober 2025 in Hin- und Rückspielen auf  Äquatorialguinea, Liberia, Malawi, Namibia und São Tomé und Príncipe. Gegen Äquatorialguinea, Liberia und Namibia ist die Bilanz positiv, gegen Malawi ausgeglichen, gegen São Tomé und Príncipe wurde noch nicht gespielt.

## Spieler

### Rangliste der tunesischen WM-Spieler mit den meisten Einsätzen
01. Riadh Bouazizi und Kaies Ghodhbane – 8 Einsätze bei 3 Turnieren
03. Hatem Trabelsi – 7 Einsätze bei 3 Turnieren
04. Zoubaier Baya, Ali Boumnijel, Radhi Jaïdi, Ziad Jaziri, Yassine Meriah und Ellyes Skhiri – 6 Einsätze bei 2 bzw. 3 (Boumnijel) Turnieren

### Rangliste der tunesischen WM-Spieler mit den meisten Toren
1. Wahbi Khazri – 3 Tore
2. Elf Spieler mit je einem Tor

### WM-Kapitäne
- 1978: Témime Lahzami
- 1998: Sami Trabelsi
- 2002: Adel Sellimi (1. Spiel), Khaled Badra (2. und 3. Spiel)
- 2006: Riadh Bouazizi (in jedem Spiel ausgewechselt)
- 2018: Wahbi Khazri (1. und 2. Spiel), Aymen Mathlouthi (3. Spiel)
- 2022: Youssef Msakni

### Bei Weltmeisterschaften gesperrte Spieler
- 1998: José Clayton erhielt im zweiten Gruppenspiel die zweite Gelbe Karte und war für das letzte Gruppenspiel gesperrt.
- 2002: Hassen Gabsi erhielt im zweiten Gruppenspiel die zweite Gelbe Karte und war für das letzte Gruppenspiel gesperrt.
- 2006: Ziad Jazir erhielt im letzten Gruppenspiel die Gelb-Rote Karte. Da Tunesien ausschied, hatte diese ebenso keinen weiteren Effekt auf das Turnier wie die zweiten Gelben Karten für Kapitän Riadh Bouazizi und Radhi Jaïdi.
- 2018: Ferjani Sassi erhielt im letzten Gruppenspiel die zweite Gelbe Karte, die aber keine Wirkung hatte, da Tunesien ausschied.

### Anteil der im Ausland spielenden Spieler im WM-Kader
Die Tunesier nominierten zunächst weniger als die Hälfte im Ausland spielende Spieler, 2006 dann die Mehrheit, wobei nur noch die 3 Torhüter und ein Feldspieler in Tunesien spielten.
| Jahr (Spiele) | Anzahl (Länder) | Spieler (Einsätze) |
| ------------- | --- | --- |
| 1978 (3)      | 2 (1 in Belgien, 1 in Saudi-Arabien) | Mokhtar Hasni (0); Témime Lahzami (3) |
| 1998 (3)      | 4 (2 in Deutschland, 1 in Frankreich, 1 in Spanien) | Zoubaier Baya (3), Mehdi Ben Slimane (3); Ali Boumnijel (0); Adel Sellimi (3) |
| 2002 (3)      | 10 (1 in Deutschland, 2 in Frankreich, 4 in Italien, 1 in den Niederlanden, 2 in der Türkei) | Adel Sellimi (2); Selim Benachour (3), Ali Boumnijel (3); Khaled Badra (3), Raouf Bouzaiene (3), Hassen Gabsi (2), Imed Mhadhebi (2); Hatem Trabelsi (3); Zoubaier Baya (3), Riadh Bouazizi (3) |
| 2006 (3)      | 19 (2 in Deutschland, 2 in England, 7 in Frankreich, 1 in Italien, 1 in den Niederlanden, 1 in Norwegen, 1 in Schottland, 4 in der Türkei)                                                               | Adel Chedli (3), Jawhar Mnari (3); Radhi Jaïdi (3), Mehdi Nafti (3); Chaouki Ben Saada (1), Haykel Gmamdia (1), Karim Haggui (3), David Jemmali (1), Francileudo dos Santos (1), Alaeddine Yahia (1), Ziad Jaziri (3); Karim Saidi (0); Hatem Trabelsi (3); Karim Essediri (1); Hamed Namouchi (1); Anis Ayari (2), Riadh Bouazizi (3), Kaies Ghodhbane (3), Sofiène Melliti (0) |
| 2018 (3)      | 17 (2 in Ägypten, 1 in Belgien, 1 in England, 7 in Frankreich, 5 in Saudi-Arabien, 1 in der Türkei) | Ali Maâloul (2), Hamdi Nagguez (2); Dylan Bronn (2); Yohan Benalouane (1); Oussama Haddadi (1), Mouez Hassen (1), Seifeddine Khaoui (1), Wahbi Khazri (3), Ellyes Skhiri (2), Naïm Sliti (3), Bassem Srarfi (1); Mohamed Amine Ben Amor (1), Aymen Mathlouthi (1), Farouk Ben Mustapha (2), Ferjani Sassi (3), Fakhreddine Ben Youssef (3); Syam Ben Youssef (2)                 |
| 2022 (3)      | 18 (2 in Ägypten, 2 in Dänemark, 1 in Deutschland, 1 in England (2. Liga), 3 in Frankreich, 1 in Griechenland, 1 in Italien, 2 in Katar, 2 in Kuwait, 1 in Saudi-Arabien, 1 in der Schweiz, 1 in Ungarn) | Ali Maâloul (1), Seifeddine Jaziri; Anis Ben Slimane (2), Issam Jebali (3); Ellyes Skhiri (3); Hannibal Mejbri (1); Ali Abdi (3), Wahbi Khazri (2), Montassar Talbi (3); Wajdi Kechrida (3); Dylan Bronn (2); Youssef Msakni (2), Ferjani Sassi (2); Bilel Ifa, Taha Yassine Khenissi (2); Naïm Sliti (2); Mohamed Dräger (2); Aïssa Laïdouni (3)                                |

## Spiele
Die Tunesier bestritten bisher 18 WM-Spiele, davon wurden drei gewonnen, zehn verloren und fünf endeten remis – bei den ersten vier Teilnahmen je eins. Die Tunesier trafen einmal auf den Gastgeber (2002), 1978 und 2022 auf den Titelverteidiger, aber nie auf den späteren Weltmeister und bisher einmal auf einen Neuling (Ukraine). Acht Spiele waren die ersten Spiele gegen den jeweiligen Gegner. Nur gegen Belgien und England wurde bisher zweimal gespielt, alle anderen Spiele sind bisher einmalig. Wie 2022 traf Tunesien zuvor immer auf zwei europäische Mannschaften. Außer in Rosario und ar-Rayyan spielte Tunesien in jeder Stadt nur einmal. Bei allen sechs WM-Endrundenturnieren kam Tunesien nicht über die Vorrunde hinaus.
| Alle WM-Spiele |               |          |                |   |                   |               |                                |
| Nr.            | Datum         | Ergebnis | Gegner         |   | Austragungsort    | Anlass        | Bemerkung                      |
| 1              | 2. Juni 1978  | 3:1      | Mexiko         | * | Rosario (ARG)     | 1. Finalrunde | erstes Spiel gegen Mexiko      |
| 2              | 6. Juni 1978  | 0:1      | Polen          | * | Rosario (ARG)     | 1. Finalrunde |                                |
| 3              | 10. Juni 1978 | 0:0      | BR Deutschland | * | Córdoba (ARG)     | 1. Finalrunde | erstes Spiel gegen Deutschland |
| 4              | 15. Juni 1998 | 0:2      | England        | * | Marseille (FRA)   | Vorrunde      |                                |
| 5              | 22. Juni 1998 | 0:1      | Kolumbien      | * | Montpellier (FRA) | Vorrunde      | erstes Spiel gegen Kolumbien   |
| 6              | 26. Juni 1998 | 1:1      | Rumänien       | * | Saint-Denis (FRA) | Vorrunde      | erstes Spiel gegen Rumänien    |
| 7              | 5. Juni 2002  | 0:2      | Russland       | * | Kōbe (JPN)        | Vorrunde      | erstes Spiel gegen Russland    |
| 8              | 10. Juni 2002 | 1:1      | Belgien        | * | Ōita (JPN)        | Vorrunde      |                                |
| 9              | 14. Juni 2002 | 0:2      | Japan          | A | Osaka (JPN)       | Vorrunde      |                                |
| 10             | 14. Juni 2006 | 2:2      | Saudi-Arabien  | * | München (DEU)     | Vorrunde      |                                |
| 11             | 19. Juni 2006 | 1:3      | Spanien        | * | Stuttgart (DEU)   | Vorrunde      | erstes Spiel gegen Spanien     |
| 12             | 23. Juni 2006 | 0:1      | Ukraine        | * | Berlin (DEU)      | Vorrunde      | erstes Spiel gegen die Ukraine |
| 13             | 18. Juni 2018 | 1:2      | England        | * | Wolgograd (RUS)   | Vorrunde      |                                |
| 14             | 23. Juni 2018 | 2:5      | Belgien        | * | Moskau (RUS)      | Vorrunde      |                                |
| 15             | 28. Juni 2018 | 2:1      | Panama         | * | Saransk (RUS)     | Vorrunde      | erstes Spiel gegen Panama      |
| 16             | 22. Nov. 2022 | 0:0      | Dänemark       | * | ar-Rayyan (QAT)   | Vorrunde      |                                |
| 17             | 26. Nov. 2022 | 0:1      | Australien     | * | al-Wakra (QAT)    | Vorrunde      |                                |
| 18             | 30. Nov. 2022 | 1:0      | Frankreich     | * | ar-Rayyan (QAT)   | Vorrunde      |                                |

### Höchste Siege und Niederlagen
Die einzigen Siege Tunesiens sind gleichzeitig die höchsten Siege gegen Frankreich, Mexiko und Panama.
Tunesien kassierte seine höchsten Niederlagen gegen folgende Mannschaften bei WM-Turnieren:
- Belgien: Vorrunde 2018 – 2:5
- England: Vorrunde 1998 – 0:2 (erste Niederlage gegen England)
- Japan: Vorrunde 2002 – 0:2
- Kolumbien: Vorrunde 1998 – 0:1 (einzige Niederlage gegen Kolumbien)
- Russland: Vorrunde 2002 – 0:2 (einziges Spiel gegen Russland, aber auch ein 0:3 gegen die UdSSR)
- Spanien: Vorrunde 2006 – 1:3
- Ukraine: Vorrunde 2006 – 0:1 (einziges Spiel gegen die Ukraine)

## Besonderheiten
- Tunesien ist die einzige Mannschaft, die zweimal durch Losentscheide in der Qualifikation ausschied – beide Male gegen Marokko.
- Erstes Elfmeterschießen in einem WM-Qualifikationsspiel: Tunesien – Marokko am 9. Januar 1977 in Tunis in der Qualifikation für die WM 1978